# Jean-Marc Desgent
Jean-Marc Desgent est né à Montréal le 15 septembre 1951. Il habite le Vieux-Longueuil. Il obtient un Baccalauréat en littérature, puis une Maîtrise ès Science en Anthropologie à l'Université de Montréal. Il est poète, nouvelliste et critique littéraire. Il a enseigné au Collège Édouard-Montpetit de 1978 à 2011. Il a été membre du comité de rédaction de plusieurs revues littéraires québécoises, dont Hobo-Québec et il cofondera la revue de poésie et de photographie Saison baroque (revue). Son œuvre a été récompensée à plusieurs reprises, tant au Québec qu'en France. Depuis 2007, la salle multifonctionnelle de la Bibliothèque George-D'or porte son nom.
Il est considéré comme une figure majeure de la poésie francophone contemporaine. Immense sur le plan poétique, son œuvre touche également à l'anthropologie comme en témoigne l'essai Errances (2005, en collaboration avec Guy Lanoue) portant sur la figuration du Nous et du Moi dans la pensée mythique des nomades septentrionaux sekani, dont la qualité a été soulignée par le grand ethnologue Claude Lévi-Strauss. Les poèmes et livres de Jean-Marc Desgent ont été traduits dans une quinzaine de langues. Il a participé à de nombreuses lectures publiques et conférences dans un très grand nombre de pays. Sa poésie est surtout affaire d’expressivité et de langage, on y entend tomber les corps, on y voit la mort sous toutes ses formes, on y traverse le monde moderne et ses horreurs, ses désastres ou ses illusions; sa langue poétique polymorphe traduit ces drames et ces tragédies. Le critique François Gagnon a résumé tous les aspects de sa poésie en l'associant à un "érotisme du vide". Tandis que François Paré, critique universitaire, a écrit : « L’œuvre poétique de Jean-Marc Desgent est l’une des plus bouleversantes et des plus prophétiques de la poésie québécoise actuelle. »
Il a exploré dans son recueil Misère et dialogue des bêtes (2019), fasciné par l'animalité en partage chez l'humain et l'animal, un épisode de sa vie où il a été reclus en forêt et a rencontré un loup qui l'a accompagné dans sa solitude.
Le cinéaste André Forcier avait un projet de court métrage réunissant le boxeur Stéphane Ouellet et le poète, qui aurait mis en scène un vrai combat de boxe entre les deux hommes. Le projet n'a pas vu le jour, mais Jean-Marc Desgent s'était tout de même entrainé pour survivre au moins un round durant le tournage.
Le poète, dans une entrevue avec la poète, professeure et critique Carole David, a présenté sa conception de la poésie: "La poésie n'apporte ni vérité ni discours simple. Le "je" dans mes textes n'a pas raison, il fait partie d'un monde duquel est issue une longue tradition qui comporte son lot de contradictions et de richesses. Je n'aime pas la poésie qui juge ou qui énonce des vérités. Ma position a toujours été une position d'être humain coincé entre le rêve et la réalité; je suis pour la vérité de la réalité. Je veux écrire avec le tonnerre." 

## Poésie
- Scrap-book d'la chick à nick, Montréal, Éditions Cul-Q, 1974, 33p.
- Frankenstein fracturé, Montréal, Éditions Cul-Q, 1975, 18p.
- Jardin comestible, récit, Montréal, Éditions Cul-Q, 1978, 20 feuillets.
- Faillite sauvage, Montréal, Les Herbes rouges, 1981, 38p.
- aux traces même de la panique, Belgique, L'atelier de l'agneau, 1981
- Transfigurations, Montréal, Les Herbes rouges, 1982, 34 p.  (ISBN 978-2-89419-085-2)
- O comme agression, Montréal, Les Herbes rouges, 1983, 33 p.  (ISBN 978-2892720044)
- Malgré la mort du monde, Montréal, Les Herbes rouges, 1985, 35 p.  (ISBN 2892720168)
- Deux amants au revolver, Montréal, Les Herbes rouges, 1987, 39 p.  (ISBN 978-2-89272-034-1)
- L'état de grâce, Montréal, Les Herbes rouges, 1989, 44 p.  (ISBN 978-2-89272-056-3)
- On croit trop que rien ne meurt, Trois-Rivières, Écrits des Forges, 1992, 48 p.  (ISBN 978-2-89046-249-6)
- Ce que je suis devant personne, Trois-Rivières, Écrits des Forges, 1994, 50p.  (ISBN 2-89046-322-2)
- Les quatre états du soleil, Trois-Rivières, Écrits des Forges, 1994, 51 p.  (ISBN 978-2-89046-343-1)
- Les paysages de l'extase, Montréal, Les Herbes rouges, 1997, 50 p.  (ISBN 978-2-89419-126-2)
- La théorie des catastrophes, Montréal, Les Herbes rouges, 2000, 49 p.  (ISBN 978-2894191729)
- Vingtièmes siècles, Trois-Rivières, Écrits des Forges, 2005, 64 p.  (ISBN 978-2-89046-910-5)
- Portraits de famille, Trois-Rivières, Écrits des Forges, 2010, 72 p.  (ISBN 978-2896451463)
- Qu'importe maintenant, Montréal, Poètes de brousse, 2012, 62p.  (ISBN 978-2-923338-51-4)
- Ne calme pas les dragons, Saint-Sauveur-des-Monts, Éditions de la grenouillère, 2013, 81p.  (ISBN 9782923949352)
- Strange Fruits, Montréal, Éditions Poètes de Brousse, 2017, 56p.  (ISBN 9782924671054)
- Misère et dialogue des bêtes, Montréal, Éditions Poètes de Brousse, 2019, 55p.  (ISBN 9782924671276)
- Tableaux d'hiver, tableaux d'été, Montréal, Éditions Poètes de Brousse, 2021, 61p.  (ISBN 9782924671610)
- Quelques enfants sauvages, Montréal, Éditions Poètes de Brousse, 2022, 104 p.  (ISBN 9782924671948)

## Essais
- Errances. Comment se pensent le Nous et le Moi dans l'espace mythique des nomades septentrionaux sekani (en collaboration avec Guy     Lanoue), Essai d'ethnologie, Ottawa, Éditions du Musée canadien des civilisations, 2005, 170p.  (ISBN 978-0660970806)
- Artaud-Gauvreau, Essai, Montréal, Poètes de brousse, 2010, 70p.  (ISBN 978-2-923338-32-3); réédition en livre de poche, Montréal, Poète de brousse, 2018  (ISBN 9782924671191)

## Honneurs
- 1994 : Grand Prix du Festival international de la poésie (Ce que je suis devant personne)
- 2000 : Prix Rina-Lasnier (Les Paysages de l'extase)
- 2002 : Prix Félix-Antoine-Savard
- 2005 : Grand Prix du Festival international de la poésie - Prix du Gouverneur général - Prix Estuaire des Terrasses Saint-Sulpice (Vingtièmes siècles) [6]
- 2006 : Prix de poésie Gatien-Lapointe-Jaimes-Sabines, Finaliste au Prix Antonin-Artaud (France) (Vingtièmes siècles et pour l'ensemble de l'œuvre traduite en espagnol)
- 2010 : Prix international de Poésie Antonio-Viccaro (Paris) (Portraits de famille et pour l'ensemble de l'œuvre) [7]
- 2012 : Prix de la Bande à Mœbius
- 2013 : Prix d'excellence - section poésie - de la SODEP
- 2017 : Finaliste - section poésie - Prix du Gouverneur général (Strange Fruits) [6]
- 2022 : Prix Alain-Grandbois, Académie des Lettres du Québec (Misère et dialogue des bêtes) [8]
- 2023 : Prix Rina-Lasnier (Tableaux d'hiver, tableaux d'été)